# Ruijin
Ruijin (chiń. 瑞金; pinyin Ruìjīn) – miasto na prawach powiatu w południowo-wschodnich Chinach, w prowincji Jiangxi, w prefekturze miejskiej Ganzhou. W 1999 roku liczba mieszkańców miasta wynosiła 579 443.

## Historia
W 202 roku na terenie dzisiejszego miasta powstała gmina Xianghu (像湖鎮), która weszła w skład powiatu Yudu. W 904 roku nadano jej nazwę Ruijin, a w 953 roku podniesiono do rangi powiatu.
W listopadzie 1931 roku w Ruijinie odbył się zjazd rad delegatów z regionów opanowanych przez komunistów, na którym ogłoszono utworzenie nowego państwa komunistycznego – Chińskiej Republiki Rad. Ruijin pełnił funkcję stolicy aż do likwidacji republiki w październiku 1934 roku.
18 maja 1994 roku Ruijin otrzymało status miasta na prawach powiatu.